# دانیال هوگو کلی
دانیال هوگو کلی (انگلیسی: Daniel Hugh Kelly؛ زادهٔ ۱۰ اوت ۱۹۵۲) یک هنرپیشه، فیلم‌نامه‌نویس، تهیه‌کننده، بازیگر سینما، و کارگردان اهل ایالات متحده آمریکا است. وی از سال ۱۹۷۸ میلادی تاکنون مشغول فعالیت بوده‌است.

## گزیده فیلمشناسی
از فیلم‌ها یا برنامه‌های تلویزیونی که وی در آن نقش داشته‌است می‌توان به آثار زیر اشاره کرد.
- بال غربی (مجموعه تلویزیونی)
- ان‌سی‌آی‌اس: لس آنجلس
- سوپرنچرال
- بوستون لیگال
- بد کمپانی (فیلم ۱۹۹۵)
- کسی برای محافظت از من (فیلم)
- پیشتازان فضا: شورش
- تفنگ آمریکایی
- در میان سایه‌ها